# Sarah Lucas
Sarah Lucas   (Holloway, 23 d'octubre de 1962) és una artista visual britànica, reconeguda per formar part del grup Young British Artists durant els anys 90.
Destaca per un estil directe i impactant, utilitzant continguts sexuals explícits i representant òrgans sexuals masculins o femenins, així com elements autobiogràfics. Al llarg de la seva carrera, Lucas també s'ha apropiat de materials quotidians, com ous ferrats, per fer obres que utilitzen humor, correccions visuals i metàfores sexuals, de mort i de gènere.
És també coneguda pels seus autoretrats, com ara "Human Toilet Revisited" (1998) una fotografia en color en què es troba en un vàter fumant un cigarret. A “The Flag Show” (2000) utilitzà la seva addicció a la nicotina com a leitmotiv per a la seva instal·lació. I a “Beyond the Pleasure Principle” (2000) utilitzà diversos models de cadires vestits amb roba interior femenina per a representar cossos femenins.
L'any 2000 també exposà a la Tecla Sala de Barcelona “Self Portraits and more Sex” i el 2001 exposà a la mostra “Century City” a la Tate Modern Gallery de Londres. "Perceval", la seva escultura d'un cavall i un carretó de bronze de mida natural, es troba al carrer Cullum de Londres.
En un article a The Guardian, el 2011, Aida Edemariam va dir que Lucas era la més salvatge dels Joves Artistes Britànics, pel seu art provocador i, a vegades, "veritablement impactant." El 1996, va ser objecte d'un documental de la BBC, "Two Melons and a Stinking Fish".